# Fatima Zohra del Marocco
Fatima Zohra del Marocco (in arabo فاطمة الزهراء; Rabat, 29 giugno 1929 – M'diq, 10 agosto 2014) è stata una principessa marocchina.

## Biografia

### Gioventù e matrimonio
Nacque nel 1929, come unica figlia di Muhammad V e di Lalla Hanila. Ricevette un'educazione privata e moderna.
Il 16 agosto 1961 sposò al palazzo reale di Rabat il cugino Ali Alaoui.

### Attività
Negli anni '60 si impegnò per i diritti delle donne nel suo Paese e presiedette l'Anno internazionale della Donna a Rabat, dal 13 al 15 dicembre 1974.

### Morte
Morì la mattina del 10 agosto 2014 e venne tumulata nel Mausoleo di Moulay El Hassan.

## Discendenza
Fatima Zohra del Marocco e Ali Alaoui ebbero una figlia e due figli:
- Joumala (1962);
- Abdallah (1965);
- Youssef (1969).

## Titoli e trattamento
- 29 giugno 1929 - 10 agosto 2014: Sua Altezza Reale, la principessa Fatima Zohra del Marocco

## Ascendenza
|                          |                     |                              | Genitori            |  |  | Nonni |  |  | Bisnonni            |  |  | Trisnonni               |  |
|                          |                     |                              |                     |  |  |       |  |  | Hasan I del Marocco |  |  | Muhammad IV del Marocco |  |
|                          |                     |                              |                     |  |  |       |  |  | Hasan I del Marocco |  |  | Muhammad IV del Marocco |  |
|                          |                     | Safiya bint Maimun al-Alaoui |                     |  |  |       |  |  | Hasan I del Marocco |  |  |                         |  |
| Yusuf ben al-Hasan       |                     |                              |                     |  |  |       |  |  | Hasan I del Marocco |  |  |                         |  |
|                          |                     | Ruqiya al-Amrani             | ...                 |  |  |       |  |  |                     |  |  |                         |  |
|                          |                     | Ruqiya al-Amrani             | ...                 |  |  |       |  |  |                     |  |  |                         |  |
|                          |                     | Ruqiya al-Amrani             | ...                 |  |  |       |  |  |                     |  |  |                         |  |
| Muhammad V del Marocco   |                     | Ruqiya al-Amrani             |                     |  |  |       |  |  |                     |  |  |                         |  |
|                          |                     | ...                          | ...                 |  |  |       |  |  |                     |  |  |                         |  |
|                          |                     | ...                          | ...                 |  |  |       |  |  |                     |  |  |                         |  |
|                          |                     | ...                          | ...                 |  |  |       |  |  |                     |  |  |                         |  |
| Yaqut                    |                     | ...                          |                     |  |  |       |  |  |                     |  |  |                         |  |
|                          |                     | ...                          | ...                 |  |  |       |  |  |                     |  |  |                         |  |
|                          |                     | ...                          | ...                 |  |  |       |  |  |                     |  |  |                         |  |
|                          |                     | ...                          | ...                 |  |  |       |  |  |                     |  |  |                         |  |
| Fatima Zohra del Marocco |                     | ...                          |                     |  |  |       |  |  |                     |  |  |                         |  |
|                          | Hasan I del Marocco | Muhammad IV del Marocco      |                     |  |  |       |  |  |                     |  |  |                         |  |
|                          | Hasan I del Marocco | Muhammad IV del Marocco      |                     |  |  |       |  |  |                     |  |  |                         |  |
|                          | Hasan I del Marocco | Safiya bint Maimun al-Alaoui |                     |  |  |       |  |  |                     |  |  |                         |  |
| Muhammad al-Mamoun       | Hasan I del Marocco |                              |                     |  |  |       |  |  |                     |  |  |                         |  |
|                          |                     | Kinza al-Daouia              | Bel-Abbas al-Daouia |  |  |       |  |  |                     |  |  |                         |  |
|                          |                     | Kinza al-Daouia              | Bel-Abbas al-Daouia |  |  |       |  |  |                     |  |  |                         |  |
|                          |                     | Kinza al-Daouia              | ...                 |  |  |       |  |  |                     |  |  |                         |  |
| Hanila bint Mamoun       |                     | Kinza al-Daouia              |                     |  |  |       |  |  |                     |  |  |                         |  |
|                          |                     | ...                          | ...                 |  |  |       |  |  |                     |  |  |                         |  |
|                          |                     | ...                          | ...                 |  |  |       |  |  |                     |  |  |                         |  |
|                          |                     | ...                          | ...                 |  |  |       |  |  |                     |  |  |                         |  |
| ...                      |                     | ...                          |                     |  |  |       |  |  |                     |  |  |                         |  |
|                          |                     | ...                          | ...                 |  |  |       |  |  |                     |  |  |                         |  |
|                          |                     | ...                          | ...                 |  |  |       |  |  |                     |  |  |                         |  |
|                          |                     | ...                          | ...                 |  |  |       |  |  |                     |  |  |                         |  |
|                          |                     | ...                          |                     |  |  |       |  |  |                     |  |  |                         |  |